# Апостольская администратура Кыргызстана
Апостольская администратура Кыргызстана (лат. Apostolica Administratio Kyrgyzstaniana) — территориально-административная единица структуры Римско-католической церкви с центром в городе Бишкек, Кыргызстан. Апостольская администратура распространяет свою деятельность на всю территорию Кыргызстана. В настоящее время в Кыргызстане действует три католических прихода в Бишкеке, Таласе и Джалал-Абаде.

## История
22 декабря 1997 года в Кыргызстане Римским папой Иоанном Павлом II была учреждена миссия sui iuris, которая выделилась из Апостольской администратуры Казахстана.
18 марта 2006 года Римский папа Бенедикт XVI выпустил буллу In Kyrgyzstania spiritali, которой учредил Апостольскую администратуру Кыргызстана.

## Ординарии
- священник Александр Кан (22.12.1997 — 18.03.2006) — ординарий миссии sui iuris в Кыргызстане;
- епископ Николай Мессмер (18.03.2006 — 18.7.2016);
- священник Янез Михельчич (1.8.2016 — 29.08.2017) — апостольский администратор ad nutum Sanctae Sedis;
- священник Энтони Джеймс Коркоран (с 29.08.2017) — апостольский администратор[1].

## Источник
- Annuario Pontificio, Libreria Editrice Vaticana, Città del Vaticano, 2003, ISBN 88-209-7422-3
- Булла In Kyrgyzstania spiritali, AAS 98 (2006), стр. 308  (лат.)